# Cerstin Schmidt
Cerstin Schmidt   (Zwickau, 5 de març de 1963), posteriorment Almonat, és una conductora de luge alemanya, ja retirada, que va competir sota bandera de la República Democràtica Alemanya durant les dècades de 1970 i 1980.
El 1988 va prendre part en els Jocs Olímpics d'Hivern de Calgary, on guanyà la medalla de bronze en la prova individual del programa de luge.
En el seu palmarès també destaquen una medalla d'or i dues de plata al Campionat del món de luge, dues d'or i una de plata a la Copa del món de luge i una d'or, una de plata i dues de bronze al Campionat d'Europa.